# Helia
Helia is een geslacht van vlinders van de familie spinneruilen (Erebidae), uit de onderfamilie Calpinae.

## Soorten
- H. albibasalis Schaus, 1914
- H. americalis Oberthür, 1920
- H. argentipes Walker, 1869
- H. bilunulalis Walker, 1865
- H. calvaria Gertel, 1908
- H. calligramma Hübner, 1818
- H. celita Schaus, 1912
- H. cymansis Hampson, 1924
- H. dentata Walker, 1865
- H. erebea Schaus, 1914
- H. exsiccata Walker, 1858
- H. extranea Walker, 1865
- H. hermelina Guenée, 1852
- H. homopteridia Schaus, 1912
- H. macarioides Möschler, 1880
- H. mollealis Walker, 1858
- H. phaealis Oberthür, 1920
- H. subjugua Dognin, 1912
- H. vitriluna Guenée, 1852